# Liste der Staatspräsidenten Sri Lankas
Dieser Artikel beinhaltet eine Liste der Staatspräsidenten Sri Lankas.

## Das Präsidentenamt in Sri Lanka
Das Amt des Präsidenten von Sri Lanka wurde mit der Verabschiedung der zweiten Verfassung seit der Unabhängigkeit 1948, die das Land zur Republik erklärte, im Jahr 1972 neu geschaffen. Zugleich wurde das Land von Ceylon in Sri Lanka umbenannt. Vorher war der britische Monarch, der sich in der Regel durch einen Generalgouverneur (Governor-General) vertreten ließ, Staatsoberhaupt gewesen. Nach der Verfassung aus dem Jahr 1972 war der Präsident zwar Staatsoberhaupt, hatte jedoch ganz überwiegend eine zeremonielle, repräsentative Funktion. Die eigentliche politische Macht lag beim Premierminister.
1978 wurde eine neue Verfassung eingeführt, die ein Präsidialsystem in Sri Lanka einführte. Der in direkter Wahl alle sechs Jahre gewählte Präsident besaß nun exekutive Gewalt („executive presidency“), ernannte den Premierminister und die Regierung, die nicht mehr wie zuvor vom Parlament gewählt wurden. Durch den 2015 in Kraft getretenen 19. Verfassungszusatz zur Verfassung Sri Lankas wurden die Machtbefugnisse des Präsidenten jedoch wieder deutlich zugunsten des Premierministers beschränkt.

## Liste der bisherigen Präsidenten
Die folgende Tabelle enthält eine Auflistung der bisherigen Präsidenten Sri Lankas mit ihren Amtszeiten, der Parteizugehörigkeit und den Daten der Wahl.
| #  | # | Bild                        | Name                       | Datum der Wahl | Amtsantritt        | Amtsende                                           | Partei    |
| -- | - | --------------------------- | -------------------------- | --- | ------------------ | -------------------------------------------------- | --------- |
| 1  |   |                             | William Gopallawa          | (Gopallawa war zuvor Governor-General von Ceylon) | 22. Mai 1972       | 4. Februar 1978                                    | parteilos |
| 2  |   | Junius Richard Jayawardane  | Junius Richard Jayewardene | nach dem Wahlsieg der UNP bei der Parlamentswahl 1977 wurde Jayewardene Premierminister und nach Inkrafttreten der neuen Präsidialverfassung automatisch Staatspräsident; am 20. Oktober 1982 wurde er wiedergewählt (erste Direktwahl des Staatspräsidenten) | 4. Februar 1978    | 2. Januar 1989                                     | UNP       |
| 3  |   | Ranasinghe Premadasa        | Ranasinghe Premadasa       | 19. Dezember 1988 | 2. Januar 1989     | 1. Mai 1993 (fiel im Amt einem Attentat zum Opfer) | UNP       |
| 4  |   |                             | Dingiri Banda Wijetunga    | Wijetunga war zum Todeszeitpunkt Premadasas Premierminister und übernahm danach kommissarisch die Amtsgeschäfte | 1. Mai 1993        | 12. November 1994                                  | UNP       |
| 5  |   | Chandrika Kumaratunga       | Chandrika Kumaratunga      | 9. November 1994 21. Dezember 1999 (Wiederwahl) | 12. November 1994  | 19. November 2005                                  | SLFP      |
| 6  |   | Mahinda Rajapaksa           | Mahinda Rajapaksa          | 17. November 2005 26. Januar 2010 (Wiederwahl) | 19. November 2005  | 9. Januar 2015                                     | SLFP      |
| 7  |   | Maithripala Sirisena        | Maithripala Sirisena       | 8. Januar 2015 | 9. Januar 2015     | 18. November 2019                                  | SLFP †    |
| 8  |   | Gotabaya Rajapaksa          | Gotabaya Rajapaksa         | 16. November 2019 | 18. November 2019  | 13. Juli 2022 (Amtsverzicht)                       | SLPP      |
| 9  |   | Ranil Wickremesinghe (2003) | Ranil Wickremesinghe       | seit 13. Juli 2022 geschäftsführend amtierend, gewählt 20. Juli 2022 | 20. Juli 2022      | 23. September 2024                                 | UNP       |
| 10 |   |                             | Anura Kumara Dissanayake   | gewählt 21. September 2024 | 23. September 2024 | amtierend                                          | JVP       |

† Sirisena wurde bei der Wahl 2015 von der UNP und nur von einer Minderheit der SLFP unterstützt